# Celler de cal Mestres
El celler de cal Mestres és un celler tradicional del nucli de Les Gunyoles, al municipi d'Avinyonet del Penedès (Alt Penedès). És un edifici de planta irregular, adaptat al terreny natural, amb tres naus. Combina les naus amb encavallades de fusta amb zones de sostre pla. Combina la pedra de maçoneria irregular amb el totxo, tot buscant el joc estilístic de la combinació de materials. Els paraments són de pedra i els recercats i elements decoratius, de ceràmica. Els vanos estan coberts amb arc escarser a la nau central amb timpà i òcul sobre l'accés i decoració mixtilínia, mentre que tenen llinda plana a la zona de façana de teulada terrassada, que es corona amb barana calada de totxo vist. Les entrades laterals són les típiques d'aquest tipus de construcció per tal de permetre descarregar i emmagatzemar el raïm. Al seu interior es conserven les botes de vi.